# Jun Fukuyama
Jun Fukuyama (福山 潤 Fukuyama Jun?,  Fukuyama, Prefectura de Hiroshima, 26 de noviembre de 1978) es un seiyū y cantante japonés. Nació en Fukuyama, Hiroshima, pero creció en Takatsuki, Osaka, donde reside actualmente. En su carrera musical, es representado por la agencia Axl-One,  la cual tiene como presidente actual al destacado seiyū Toshiyuki Morikawa. 
Fukuyama fue el primer seiyū masculino en ganar un Seiyū Award en la categoría de "Mejor actor de voz" por su papel de Lelouch Lamperouge en Code Geass.

## Filmografía
Lista de roles interpretados durante su carrera.

### Anime
1999
- Turn A Gundam como Keith Laijie

2000
- Boogiepop Phantom como Manticore Phantom; Masashi Saotome
- Muteki Ō Tri-Zenon como Akira Kamoi

2001
- Angelic Layer como Kōtarō Kobayashi
- Haré+Guu como Harry

2002
- Crayon Shin chan como Kyuuji Oda
- Full Metal Panic! como Hiroshi Kasuya (ep. 21), Shota Sakamoto
- Gravion como Toga Tenkuji
- Heat Guy J como Ian Narse
- Hungry Heart - Wild Striker como Masahiko Shinkawa
- Kiddy Grade como Tweedledum
- Piano como Kazuya Takahashi
- Tenchi Muyō! GXP como Alan
- Witch Hunter Robin como Haruto Sakaki

2003
- Bouken Yuuki Pluster World como Biitoma
- Di Gi Charat Nyo como Ned
- E's Otherwise como Juma
- Full Metal Panic? Fumoffu como Issei Tsubaki
- Mermaid Melody: Pichi Pichi Pitch como Kousuke Sakiya (ep. 8)
- Narue no Sekai como Masaki Maruo
- Rockman.EXE Axess como Searchman
- Sensuikan Super 99 como Susumu Oki
- Yami to Bōshi to Hon no Tabibito como Aya, Narrador, Ryuken Kishima (ep. 8-9)
- Zoids Fuzors como Gilbert (ep. 11)

2004
- AM Driver como Roshette Keith
- Bleach como Yumichika Ayasegawa; Kojima Mizuiro
- Gankutsuō como Albert de Morcerf
- Gravion Zwei como Toga Tenkuji
- Kyō Kara Maō! como Rikku (eps. 5, 7)
- Madlax como Ains
- Onmyou Taisenki como Riku Tachibana
- Rockman.EXE Stream como Searchman
- W~Wish como Junna Tono

2005
- Cluster Edge como Beryl Jasper
- Eureka Seven como Norb (joven)
- Full Metal Panic! The Second Raid como Friday
- Glass Mask (2005) como Yuu Sakurakouji
- Gunparade Orchestra como Yuuto Takeuchi
- Happy Seven como Kikunosuke Kagawa
- Jigoku Shōjo como Gill du Ronfell (ep. 20)
- Karin como Makoto Fujitani (ep. 18)
- Kin-iro no Corda ~primo passo~  como Keiichi Shimizu
- Loveless como Yayoi
- Rockman.EXE Beast como Searchman
- The Law of Ueki como Anon
- ToHeart2 como Takāki Kono
- Tsubasa: RESERVoir CHRoNiCLE como Kimihiro Watanuki (ep. 2)

2006
- Black Blood Brothers como Zelman Clock
- Busō Renkin como Kazuki Muto
- Code Geass: Lelouch of the Rebellion como Lelouch Lamperouge
- D.Gray-man como Rikei
- Gakuen Heaven como Keita Ito
- Innocent Venus como Chinran
- Inukami! como Keita Kawahira
- Princess Princess como Tooru Kouno
- Shōnen Onmyōji como Fujiwara no Toshitsugu
- ×××HOLiC como Kimihiro Watanuki

2007
- Jyūshin Enbu - Hero Tales como Taigatei
- Kaze no Stigma como Tatsuya Serizawa (ep. 9)
- Kimikiss ~ pure rouge como Akira Hiiragi
- Macross Frontier como Luca Angeloni
- Okane ga Nai como Ayase Yukiya
- Moonlight Mile como Malik Ali Muhammad.
- Ōkiku Furikabutte como Kousuke Izumi; Hiroyuki Oda.
- Rental Magica como Itsuki Iba
- Saint Beast: Kouin Jojishi Tenshi Tan como Head Priest Pandora
- Shinreigari como Masayuki Nakajima

2008
- Akikan! como Kakeru Daichi
- Amatsuki como Tokidoki Rikugō
- Code Geass: Lelouch of the Rebellion R2 como Lelouch Lamperouge
- Kuroshitsuji como Grell Sutcliff
- Linebarrels of Iron como Hisataka Katō
- Macross Frontier como Luca Angelloni
- Monochrome Factor como Andrew (ep. 21)
- Ōkami to Kōshinryō como Kraft Lawrence
- Special A como Kei Takishima
- Sekirei como Hayato Mikogami
- Vampire Knight como Hanabusa Aidou
- XxxHOLiC: Kei como Kimihiro Watanuki

2009
- 07-Ghost como Hakuren Oak.
- Hanasakeru Seishōnen como Carl Rozenthal
- Kin-iro no Corda ~secondo passo~  como Keiichi Shimizu
- Nyan Koi! como Haruhiko Endou; Tama
- Spice and Wolf|Ōkami to Kōshinryō II como Kraft Lawrence
- Pandora Hearts como Vincent Nightray
- Saki como Kyōtarō Suga
- Shangri-La como Shion Imaki
- Sora Kake Girl como Friedrich Otto Noblemain; Leopard
- Tegami Bachi como Gauche Suede/Noir'
- Valkyria Chronicles como Maximilian
- Viper's Creed como Haruki

2010
- Durarara!! como Shinra Kishitani
- Nurarihyon no Mago como Nura Rikuo, Night Rikuo
- Uragiri wa Boku no Namae o Shitteiru como Murasame Tsukumo
- WORKING!! como Takanashi Souta
- Densetsu no Yuusha no Densetsu como Ryner Lute
- Kuroshitsuji II como Grell Sutcliff
- MM! como Taro Sadô
- Togainu no Chi como Rin
- Star Driver como Sugata Shindo
- Starry Sky como Azusa Kinose

2011
- Ao no Exorcist como Yukio Okumura
- Battle Spirits: Heroes como Tegamaru Tanashi
- Blood-C como Perro - Kimihiro Watanuki de xxxHolic
- Deadman Wonderland como Bundō Rokuro
- Itsuka Tenma no Kuro Usagi como Hinata Kurenai

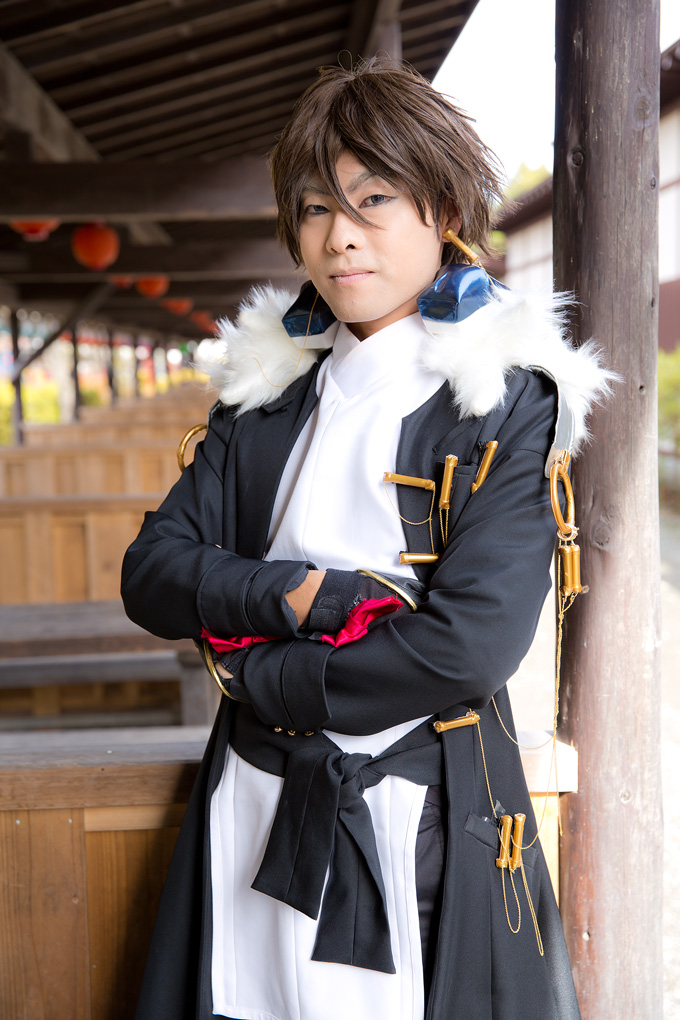
Cosplay de Aoi Toori, personaje principal que tiene la voz en la versión japonesa de la serie de anime.

- Kyoukai Senjou no Horizon como Toori Aoi[3]
- Last Exile: Fam, the Silver Wing como Olan
- Nurarihyon no Mago: Sennen Makyou como Rikuo Nura
- Nyanpire como Nyatenshi
- Phi Brain: Kami no Puzzle como Gammon Sakanoue
- WORKING'!! como Sōta Takanashi

2012
- Arve Rezzle: Kikaijikake no Yōseitachi como Remu Mikage
- Chūnibyō Demo Koi ga Shitai! como Yūta Togashi
- Danshi Koukousei no Nichijou  omo Kiyotaka
- Kyōkai Senjō no Horizon II como Tōri Aoi[4]
- Hyouka como Jirou Tanabe
- Jinrui wa Suitai Shimashita como Ayudante
- K como Yata Misaki
- Kingdom como Eisei
- La storia della Arcana Famiglia como Liberta
- Magi: The Labyrinth of Magic como Cassim
- Natsuyuki Rendezvous como Shimao Atsushi
- Pocket Monsters Best Wishes! como Suwama
- Shirokuma Cafe como Panda
- The Knight in the Area como Suguru Aizawa
- Ixion Saga DT como Mariandale

2013
- Maoyū Maō Yūsha como Hero
- RDG Red Data Girl como Yukimasa Sagara
- Kuroko no Basuke como Makoto Hanamiya
- Kakumeiki Valvrave como A-drei

2014
- La Corda d´ Oro: Blue Sky como Kyouya Kisaragi
- Chūnibyō Demo Koi ga Shitai! Ren como Yuuta Togashi
- Hamatora: The Animation como Birthday
- Noragami como Kazuma
- Kuroshitsuji III - Book of Circus como Grell Sutcliff
- D-Frag! como Ataru Kawahara
- Strange+ como Takumi
- Nobunaga Concerto como Ieyasu Tokugawa
- Rail Wars! como Naoto Takayama
- World Trigger como Kyousuke Karasuma
- Nanatsu no Taizai como King

2015
- Ansatsu Kyoshitsu como Koro-sensei
- Durarara!!×2 Shou como Shinra Kishitani
- Durarara!!×2 Ten como Shinra Kishitani
- Binan Koukou Chikyuu Bouei Bu Love! como Ibushi Arima
- A Simple Thinking About Blood Type, A Simple Thinking About Blood Type 2 como Type A-chan
- Working!! como Shota Takanashi
- Akagami no Shirayukihime como Príncipe Raj
- K: Return of Kings como Misaki Yata
- Noragami Aragoto como Kazuma
- Nyuru Nyuru!! Kakusen-kun 2 como Kaku-sensei
- Ore Monogatari!! como Kouki Ichinose
- Osomatsu-san como Ichimatsu Matsuno
- Ranpo Kitan: Game of Laplace como Namikoshi
- Yamada-kun to 7-nin no Majo como Haruma Yamazaki
- Lance N' Masques como Yotarou Hanabusa

2016
- Ajin como Kō Nakano
- Assassination Classroom como Koro-sensei
- Bungō Stray Dogs: 2 como Ango Sakaguchi
- Joker Game como Jitsui
- Sakamoto desu ga? como Chon Chorizo, ep 3
- Danganronpa 3: The End of Kibougamine Gakuen - Zetsubou-hen como Teruteru Hanamura
- Danganronpa 3: The End of Kibougamine Gakuen - Kibou-hen como Teruteru Hanamura
- Sōsei no Onmyōji como Kinako
- Yuri!!! On Ice como Takeshi Nishigōri

2017
- Ao no Exorcist: Kyoto Fujō Ō-hen como Yukio Okumura
- Fukumenkei Noise como Ayumi "Kuro" Kurose
- Gin no Guardian como Sui Gin
- Boruto: Naruto Next Generations como Toneri Ōtsutsuki

2018
- Persona 5: The Animation como Ren Amamiya
- Banana Fish como Yut-Lung Lee

- Inazuma Eleven: Ares no tenbin como Nosaka Yuuma

2019
- Ahiru no Sora como Tarō Kabachi
- Inazuma Eleven: Orion no kokuin como Nosaka Yuuma
- Kimetsu no Yaiba como Yahaba
- Meiji Tokyo Renka como Gorō Fujita
- Nanatsu no Taizai como King*
- Tate no Yūsha no Nariagari como L'Arc Berg

2020
- Black Clover como Finral Roulacase
- Kingdom El rey Eisei
- Hanyō no Yashahime como Riku
- Shokugeki no Sōma como Asahi Saiba

2021
- Nanatsu no Taizai como King
- Tensei Shitara Slime Datta Ken como el Rey Demonio Leon Cromwell

2022
- Tate no Yūsha no Nariagari Season 2 como L'Arc Berg

2023
- Jidou Hanbaiki ni Umarekawatta Ore wa Meikyuu wo Samayou como Boxxo
- Ayaka: A Story of Bonds and Wounds como Taihei Makita

2024
- Maougun Saikyou no Majutsushi wa Ningen datta como Ike
- Suicide Squad Isekai como Clayface

### OVAs
- Honey x Honey Drops como Chihaya Yurioka
- Mobile Suit Gundam MS IGLOO: Apocalypse 0079 como Hideto Washiya
- SaiKano: Another Love Song como Ryouhei
- Saint Beast ~Ikusen no Hiru to Yoru Hen~ como Shinkan Pandora
- Saint Seiya The Lost Canvas como Kagaho
- Switch como Kai Etou
- Tennis no Ouji-sama: Zenkoku Taikai-hen Semifinal como Kenya Oshitari
- The Prince of Tennis: The National Tournament como Kenya Oshitari
- ToHeart2AD como Takāki Kono
- xxxHOLiC: Shunmuki como Kimihiro Watanuki
- xxxHOLiC: Rou como Kimihiro Watanuki
- Okane ga Nai como Ayase Yukiya
- Code Geass: Akito the Exiled como Julius Kingsley
- Code Geass: Nunnally in Wonderland  como Lelouch Lamperouge
- Tsubasa: Shunraiki como Kimihiro Watanuki

### ONA
- Eve no Jikan como Rikuo
- Mobile Suit Gundam Seed C.E.73: Stargazer como Sol Ryuune L'ange
- The Wings of Rean como Asap Suzuki
- Chūnibyō Demo Koi ga Shitai! Lite como Yūta Togashi

### Películas
- Bleach: Fade to Black - Kimi no na o yobu como Yumichika Ayasegawa
- Bleach: Memories of Nobody como Yumichika Ayasegawa
- Bleach: The DiamondDust Rebellion como Yumichika Ayasegawa
- Blue Exorcist: la película como Yukio Okumura
- Bungō Stray Dogs: Dead Apple como Ango Sakaguchi
- Code Geass: Fukkatsu no Lelouch como Lelouch Lamperouge
- Chūnibyō Demo Koi ga Shitai! The Movie Take On Me como Yūta Togashi
- Fujoshi no Kanojo como Jun Fukuyama
- Garasu no Usagi como Yukio Ei
- Gensomaden Saiyuki: Requiem como Go Dougan
- Gundam Neo Experience 0087 - Green Divers como Jack Beard
- Heart no Kuni no Alice: Wonderful Wonder World como Tweedlede
- HOLiC the Movie: A Midsummer Night's Dream como Kimihiro Watanuki
- Inukami! como Keita Kawahira
- Kiddy Grade -Ignition- como Tweedledum
- Kiddy Grade -Maelstrom- como Tweedledum
- Kiddy Grade -Truth Dawn- como Tweedledum
- Kuroshitsuji: Book of Atlantic como Grell Sutcliff
- Mobile Suit Gundam MS IGLOO: The Hidden One Year War como Hideto Washiya
- Turn A Gundam I Chikyū-kō:v como Keith Laijie
- Turn A Gundam II Gekkō-chō como Keith Laijie
- The Last: Naruto the Movie como Toneri Ōtsutsuki

### CD Drama
- Ao no Exorcist: Money, money, money como Yukio Okumura
- Genso Suikoden II Drama CD como Luc

### Videojuegos
- Captain Tsubasa: Dream Team como Fernando Gardel
- Dissidia: Final Fantasy como Onion Knight
- Luminous Arc 2 como Steiner
- Metal Gear Solid 4 como Johnny (Akiba) Sasaki
- Metal Gear Solid: Portable Ops como Null
- Star Ocean: First Departure como Joshua Jerand
- Saint Seiya Awakening como Mu de Aries y Asterion de Perro de caza
- Super Robot Wars Z como Toga Tenkuji
- Super Smash Bros. Melee como Roy
- Another Century's Episode: R  como Lelouch/Zero (Code Geass) y Luca Angelloni (Macross Frontier).
- Tales of Destiny 2 como Kyle Dunamis
- Valkyria Chronicles como Maximilian
- Vampire Knight DS como Aidou Hanabusa
- Super Smash Bros. para Nintendo 3DS y Wii U como Roy
- Danganronpa 2: Goodbye Despair como Teruteru Hanamura
- Osomatsu-san: Hesokuri Wars como Ichimatsu Matsuno
- Final Fantasy Type-0 como Rey de Concordia
- Persona 5 como Ren Amamiya
- Super Smash Bros. Ultimate como Joker y Roy
- Tokyo Afterschool Summoners como Licho y Furufumi
- Tears of Themis como Vyn Richter
- Punishing: Gray Raven como Kamui
- CounterSide como Joo Shiyoon

### Doblaje japonés
- The Fate of the Furious como Fernando
- The Flash como Barry Allen/Flash
- Sanjay and Craig como Sanjay
- Breadwinners como Swaysway
- Harvey Beaks como Foo
- High School Musical como Ryan Evans

## Discografía

### Álbumes
| Lista de canciones | |          |  |
| N.º                | Título | Duración |  |
| 1.                 | «Ki ni Naru Atsu wa Poncho-nu» (気になるアイツはポンチョ〜ヌ)                                                              | 4:03     |  |
| 2.                 | «Kokoro wa Kimi no Kage ni Nariniki» (心はキミの影になりにき)                                                              | 4:36     |  |
| 3.                 | «Omoi no Tsuzuri» (想いのツヅリ (朗読))                                                                                    | 2:40     |  |
| 4.                 | «Seinaru Yoru ni: With you» (聖なる夜に〜with you, lit. "A Holy Night: With you")                                          | 3:32     |  |
| 5.                 | «Gomi Shūshūsha no Uta: Watashi no Yojōhan Live» (ゴミ収集車の唄〜私の四畳半ライブ, lit. "Garbage Truck Song")             | 4:40     |  |
| 6.                 | «Espresso» (エスプレッソ (朗読))                                                                                           |          |  |
| 7.                 | «Datte Boku wa Ame Otoko» (だって僕は雨男, lit. "The Beginning Room")                                                      | 5:56     |  |
| 8.                 | «Jitensha to Clover» (自転車とクローバー, lit/ "Bicycle and Clover")                                                       | 4:27     |  |
| 9.                 | «Love Letters: Minami no Machi Yori» (Love Letters 〜南の街より (声: 福山潤)+荒野/+海/+to do list/+カーニバル/+アマゾン河) | 0:36     |  |
| 10.                | «Oyasumi» (おやすみ, lit. "Oyasumi")                                                                                       | 3:28     |  |

| Lista de canciones |        |          |  |
| N.º                | Título | Duración |  |

| Lista de canciones |                                                                    |          |  |
| N.º                | Título                                                             | Duración |  |
| 1.                 | «Premium Love Song» (プレミアム LOVE SONG)                         | 4:59     |  |
| 2.                 | «Program Me!»                                                      | 6:04     |  |
| 3.                 | «Sayonara Koi no Uta» (サヨナラの恋の歌, lit. "Goodbye Love Song") | 5:37     |  |
| 4.                 | «Another Kiss»                                                     | 5:00     |  |
| 5.                 | «Ai wa Katsu» (愛は勝つ)                                           | 3:50     |  |
| 6.                 | «Kimi ni Arigatō» (君にありがとう (Bonus Track))                   | 4:22     |  |

| Lista de canciones | |          |  |
| N.º                | Título | Duración |  |
| 1.                 | «Prologue» (プロローグ)                                                                                          |          |  |
| 2.                 | «<Oupuningu Teima> Mekakushi no Shinjitsu (Short Version)» (＜オープニングテーマ＞ 目隠しの真実(Short Version）) |          |  |
| 3.                 | «Sōgū» (遭遇) |          |  |
| 4.                 | «Saikai» (再会)                                                                                                  |          |  |
| 5.                 | «Saiten» (祭典)                                                                                                  |          |  |
| 6.                 | «Kyūkaku» (嗅覚)                                                                                                 |          |  |
| 7.                 | «Shikaku» (視覚)                                                                                                 |          |  |
| 8.                 | «Mikaku» (味覚)                                                                                                  |          |  |
| 9.                 | «Chōkaku» (聴覚)                                                                                                 |          |  |
| 10.                | «Shokkaku» (触覚)                                                                                                |          |  |
| 11.                | «Epilogue» (エピローグ)                                                                                          |          |  |
| 12.                | «Toraberinman» (<エンディングテーマ＞ トラベリンマン)                                                            |          |  |
| 13.                | «Mekakushi no Shinjitsu» (＜オープニングテーマ＞ 目隠しの真実)                                                   |          |  |
| 14.                | «Ki ni Naru Aitsu wa Poncho-nu Ondo» (＜挿入歌＞ 気になるアイツはポンチョ～ヌ音頭)                               |          |  |